# مانزفیلد
شهر مانزفیلد (به آلمانی: Mansfeld) در ایالت زاکسن-آنهالت در کشور آلمان واقع شده‌است.